# Un nuevo sistema de cocina doméstica
Un nuevo sistema de cocina doméstica (en inglés: A New System of Domestic Cookery pronunciado /ə ˈnu ˈsɪstəm əv dəˈmɛstɪk ˈkʊkə˞ɹi/) fue el libro de cocina inglesa más popular de la primera mitad del siglo XIX. Fue escrito por Maria Rundell y editado y publicado por primera vez en 1806 por John Murray. Su título completo era ‘Un nuevo sistema de cocina doméstica formado sobre principios de economía; y adaptado al uso de familias particulares’. Se realizaron más de 65 ediciones entre 1805 y 1841, momento en el que había vendido medio millón de copias y había sido traducido al alemán.

## Publicación
La primera edición de 1806 era una colección corta de recetas de la señora Rundell publicadas por John Murray en 344 páginas. Este libro llegó a tener más de sesenta y siete ediciones, logradas tras constantes revisiones y extensiones. La edición de 1865 contaba con 664 páginas divididas en treinta y cinco capítulos.

## Contenido
En contraste con el relativo desorden de los libros de cocina ingleses del siglo XVIII, como La completa ama de casa (1727) de Eliza Smith  ó La experimentada ama de llaves inglesa (1769) de Elizabeth Raffald, el texto de la sra. Rundell está perfectamente ordenado y subdividido.

## Recepción
Alan Davidson; en su Oxford Companion to Food, comenta que «no incluía muchas novedades, aunque sí una de las primeras recetas inglesas de salsa de tomate».La escritora de alimentos Jane Grigson admiraba el trabajo de Rundell, y se refirió a ella en su obra El libro de los vegetales e incluyó su receta de repollo rojo guisado al estilo inglés.